# ダッチ・ベイビー・パンケーキ

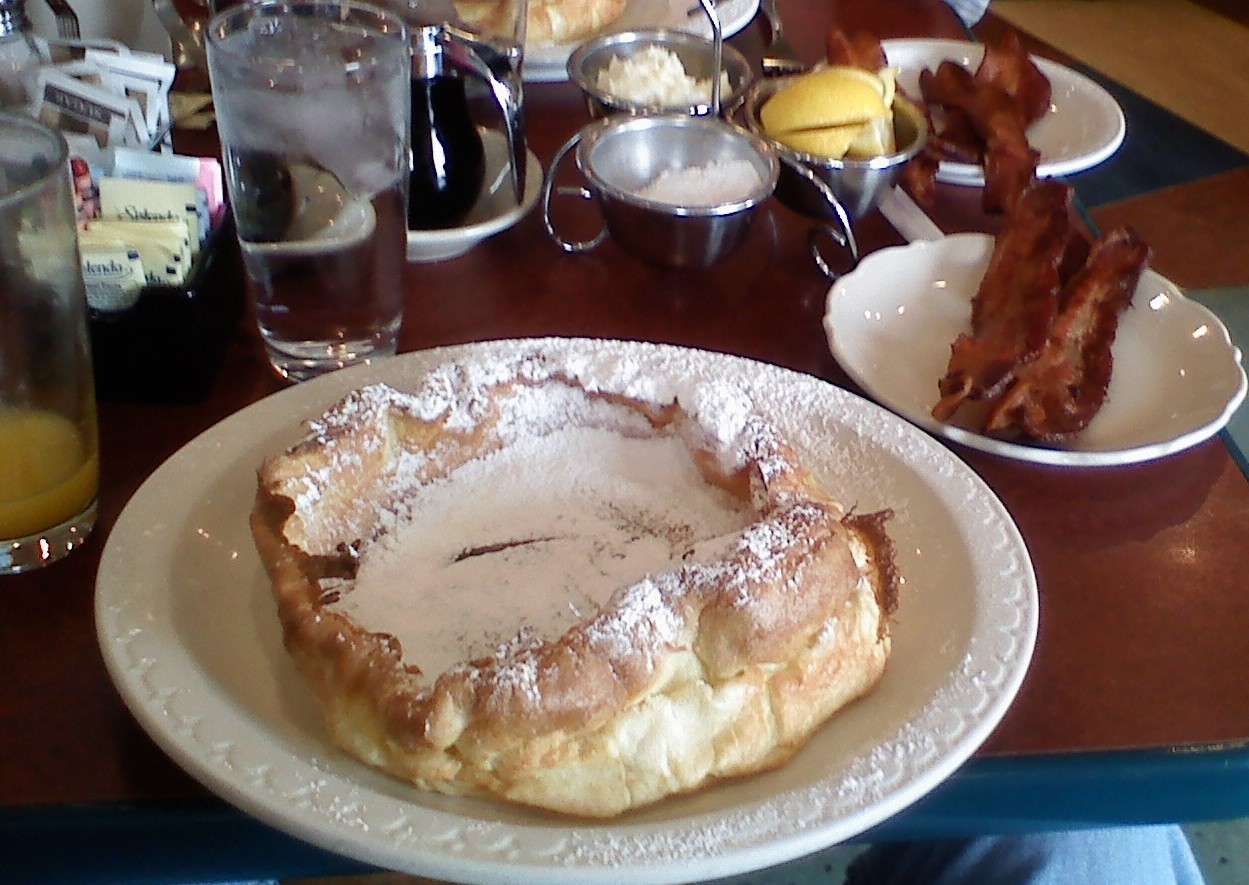
レモンスライス、粉糖、バター、付け合わせのベーコンと共に供されたダッチ・ベイビー

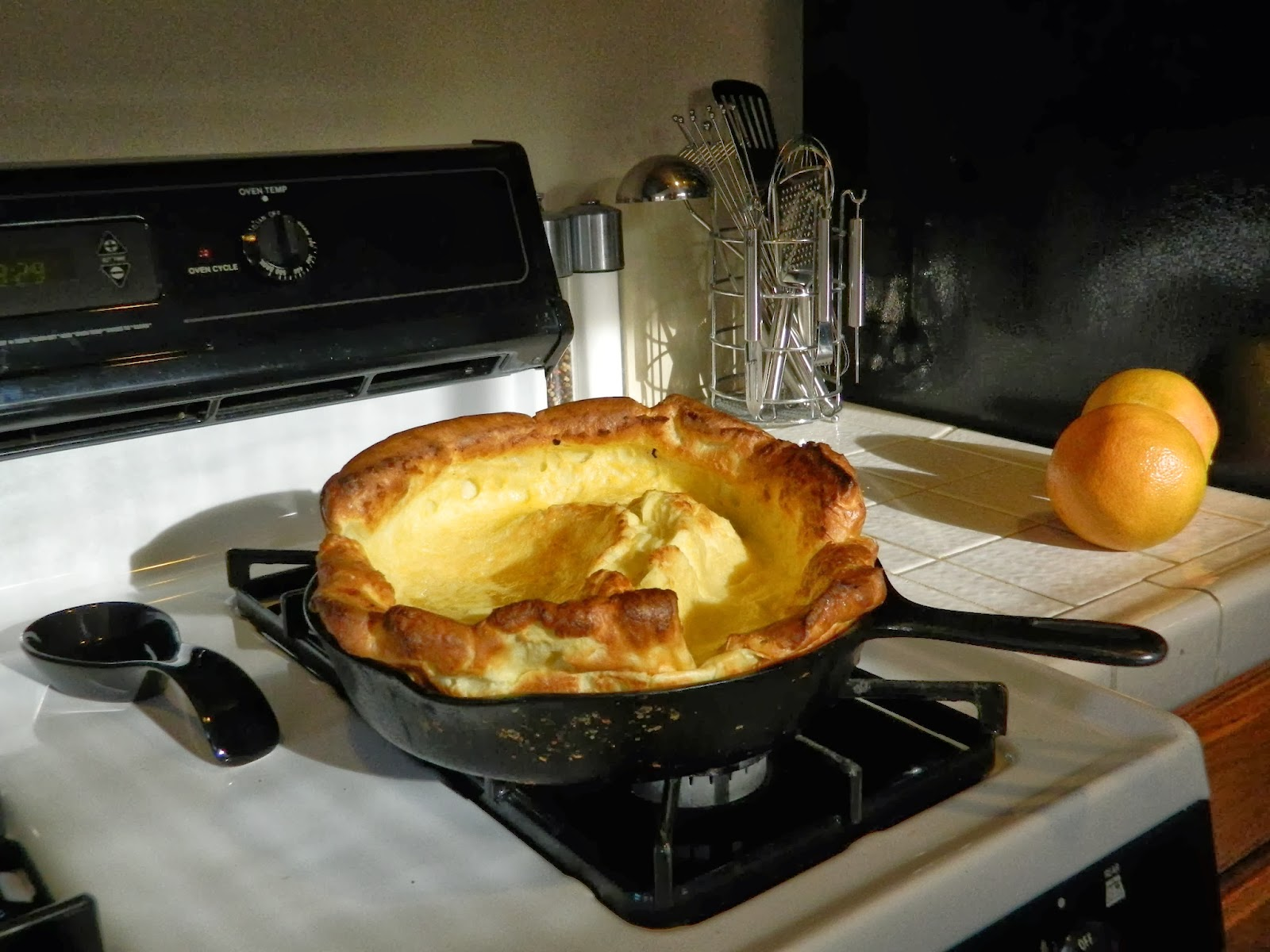
オーブンから出されたダッチ・ベイビー・パンケーキ

ダッチ・ベイビー・パンケーキ（英: Dutch baby pancake）は、通常は朝食に出される甘いポップオーバーである。ジャーマン・パンケーキ（German pancake）、ビスマルク（Bismarck）、ダッチ・パフ（Dutch puff）とも呼ばれる。ドイツのプファンクーヘンに由来する。

## 概要
ダッチ・ベイビー・パンケーキは食用卵、小麦粉、砂糖、牛乳から作られ、大抵はバニラやシナモンで風味付けされるが、果物や香味料を加えることもある。鋳鉄製または金属製のパンで焼かれ、オーブンから出した直後に外される。一般的に搾りたてのレモン、バター、粉糖、果物のトッピング、シロップと共に供される。基本の生地は卵1個につき小麦粉1/3カップ、牛乳1/3カップである。
雑誌Sunsetによれば、ダッチ・ベイビー・パンケーキは、Victor Mancaが所有するワシントン州シアトルの家族経営のレストランManca's Cafeで1900年代の前半に導入された。これらのパンケーキはドイツのパンケーキ料理に由来するものの、「ダッチ・ベイビー」という名称はVictor Mancaの娘の一人によって命名されたと言われている。1942年、Manca's Cafeはダッチ・ベイビーの商標を取得したが、カフェは1950年代に閉店した。
「ダッチ」（Dutch）というあだ名はペンシルベニア・ダッチとして知られるドイツ系アメリカ人移民の集団を指し、「ダッチ」はドイツの自称である「deutsch」の転訛である。
ダッチ・ベイビーは朝食に特化した一部のダイナーやチェーンの名物である。こういった店にはオレゴン州発のオリジナルパンケーキハウスやニューイングランド発のBickford'sがある。どちらの店もプレーンのダッチ・ベイビーとリンゴのスライスを含むベイビーアップルと呼ばれる似たパンケーキを両方作っている。これらはしばしばデザートとして食される。
David Eyre's pancakeはダッチ・ベイビー・パンケーキの一種であり、アメリカの作家、編集者David W. Eyre（1912-2008）に因んで名前が付けられている。